# 2 Brygada Lotnictwa Taktycznego
2 Brygada Lotnictwa Taktycznego  (2 BLT) – związek taktyczny lotnictwa Wojska Polskiego.

## Geneza i zmiany organizacyjne
Minister obrony narodowej zarządzeniem z 24 listopada 1997 roku nakazał sformować w Poznaniu dowództwo 2 Brygady Lotnictwa Taktycznego.
22 października 1998 roku dowódcy brygady podporządkowano 7 Pułk Lotnictwa Bombowo-Rozpoznawczego z Powidza. w 1999 roku pułk rozwiązano, a powstałe na jego bazie 6 i 7 elt weszły w skład brygady. Z dniem 31 grudnia 2000 roku w struktury brygady  włączono też 3 elt i  10 elt, które powstały na bazie rozwiązanego 3. i 10. Pułku Lotnictwa Myśliwskiego.
W 2005 roku w skład brygady zostały włączone trzy bazy lotnicze, a w 2006 roku 16 batalion usuwania zniszczeń lotniskowych z Jarocina
W 2009 brygada zmieniła nazwę na 2 Skrzydło Lotnictwa Taktycznego

## Struktura organizacyjna
W 1998 roku:
- dowództwo brygady
- 7 Pułk Lotnictwa Bombowo-Rozpoznawczego

W 2001 roku:
- 3 eskadra lotnictwa taktycznego z Krzesin
- 6 eskadra lotnictwa taktycznego Powidza
- 7 eskadra lotnictwa taktycznego z Powidza
- 10 eskadra lotnictwa taktycznego z Łasku

W 2006 roku:
- 31 Baza Lotnicza
- 32 Baza Lotnicza
- 33 Baza Lotnicza
- 16 Batalion Usuwania Zniszczeń Lotniskowych

## Dowódcy brygady
- gen. bryg. pil. Zenon Smutniak
- płk dypl. pil. Jacek Bartoszcze
- gen. bryg. pil. Jan Śliwka
- gen. bryg. pil. dr Anatol Czaban
- gen. bryg. pil. Andrzej Błasik
- gen. bryg. pil. Włodzimierz Usarek